# Mario Vignoli
Mario Vignoli (Roma, 23 aprile 1941) è un allenatore di calcio ed ex calciatore italiano, di ruolo centrocampista.
Tra il 20 marzo e il 10 aprile 1960 ha preso parte a 4 incontri consecutivi del campionato di Serie A con la maglia della Lazio.